# Шикачик палауський
Шика́чик палауський (Edolisoma monacha) — вид горобцеподібних птахів родини личинкоїдових (Campephagidae). Ендемік Палау. Раніше вважався підвидом тонкодзьобого шикачика.

## Поширення і екологія
Палауські шикачики живуть у вологих тропічних лісах Палау.